# Pedro Ibarra
Pedro Ibarra (San Fernando, 11 de septiembre de 1985) es un jugador argentino de hockey sobre césped que se desempeña en la posición de defensor.
Formó parte de la Selección nacional con la que obtuvo la medalla de oro en los Juegos Olímpicos de Río de Janeiro 2016, medalla de oro en los Juegos Panamericanos de Guadalajara 2011, Toronto 2015 y Lima 2019 y el tercer puesto en el Campeonato Mundial 2014. En 2020 obtuvo el Premio Konex como uno de los 5 mejores jugadores de hockey de la última década en Argentina.
Tras finalizar su participación en los Juegos Olímpicos de Tokio 2020, Pedro se retiró de la Selección. Además, fue el abanderado de la delegación nacional en la ceremonia de clausura.